# Synedrellopsis
Synedrellopsis es un género monotípico de planta herbácea erecta de la familia de las asteráceas. Su única especie, Synedrellopsis grisebachii, es originaria de Argentina, Bolivia y Paraguay.

## Taxonomía
Synedrellopsis grisebachii fue descrita por Hieron. & Kuntze y publicado en Revisio Generum Plantarum 3(3): 180. 1898.